# باتسي غاريت
باتسي غاريت (بالإنجليزية: Patsy Garrett)‏ هي مغنية وممثلة أمريكية، ولدت في 4 مايو 1921 باتلانتيك سيتي في الولايات المتحدة، وتوفيت في 8 يناير 2015 بإنديو في الولايات المتحدة.
بدأت حياتها المهنية مؤديةً في الإذاعة بعمر السابعة، واشتهرت في ذلك الحين ببرنامجها الإذاعي حلال عقد الأربعينيات، كما اشتهرت في بداية مسيرتها المهنية عازفةً إذاعية في سن السابعة، اشتهرت غاريت خلال سنواتها السبع في برنامج إذاعي فرد ويرينغ خلال الأربعينيات، فضلاً عن أدوارها التلفزيونية المنوّعة، منها الجارة الفضولية السيدة فلورنس فاولر في "المربية والأستاذ" (1970-1971)، سكرتيرة المدرسة الآنسة هوغارث في "غرفة 222" (1972-1973)، بدور ماري غروبر في سلسلة الصور المتحركة "بنجي" التي بدأت في عام 1974. كما كانت المتحدث التجاري باسم نستله بورينا بيت كير لتسويق طعام القطط.

## وصلات خارجية
- باتسي غاريت على موقع IMDb (الإنجليزية)
- باتسي غاريت على موقع تيرنر كلاسيك موفيز (الإنجليزية)
- باتسي غاريت على موقع ديسكوغز (الإنجليزية)
- باتسي غاريت على موقع قاعدة بيانات الفيلم (الإنجليزية)